# Andrzej Orzechowski

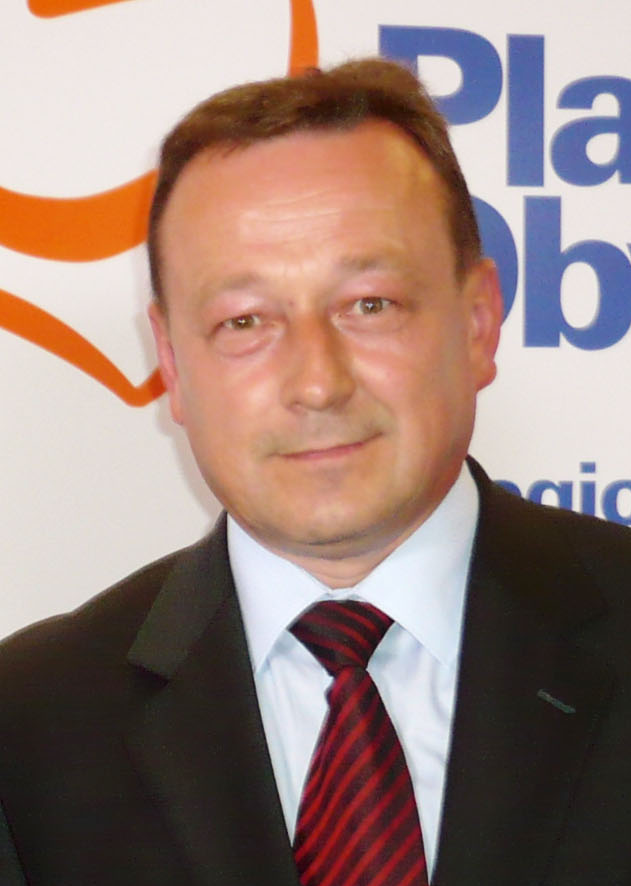
Andrzej Orzechowski

Andrzej Orzechowski (* 10. November 1962 in Rutki, Gemeinde Pasym) ist ein polnischer Politiker der Platforma Obywatelska (Bürgerplattform).

## Leben
Andrzej Orzechowski besuchte die Schule in Zambrów und studierte danach von 1981 bis 1986 an der Universität Warschau Volkswirtschaftslehre. Anschließend arbeitet er bis 1991 in Białystok in dem baumwollverarbeitenden Betrieb Fasty, zuletzt als Leiter des Marketings. 1991 war Orzechowski für zwei Monate Leiter des Arbeitsamtes in Ełk und anschließend Vizedirektor, später Direktor, des Gesundheitszentrums in Ełk. 1997 bis 1998 absolvierte Orzechowski ein Aufbaustudium für Gesundheitsökonomie. Daran schloss er ein weiteres Aufbaustudium, für Rechnungswesen an der höheren Wirtschaftsschule in Białystok an welches er im Jahr 2000 beendete. 1999 wurde er zum Schatzmeister des Powiat Ełcki.
Bei den vorgezogenen Parlamentswahlen 2007 kandidierte er im Wahlbezirk 35 Olsztyn und konnte mit 10.052 Stimmen in den Sejm einziehen. Andrzej Orzechowski arbeitet in den Kommissionen für öffentliche Finanzen (Komisja Finansów Publicznych) und Gesundheit (Komisja Zdrowia) mit.
Andrzej Orzechowski ist seit 1986 verheiratet und hat drei Söhne.